# Rebecca Bross
Rebecca Bross (Ann Arbor, Michigan, 11 de julho de 1993) é uma ex-ginasta norte-americana, que compete em provas de ginástica artística.
Bross competiu na ginástica nos Jogos Pan-americanos de 2007 e conquistou a medalha de ouro no solo. A ginasta é também a campeã júnior dos Estados Unidos e a campeã júnior do Pacific Rim Championships.

## Carreira
Rebecca é a filha caçula do casal Terry Bross e Donna Brugge e ainda tem um irmão, chamado Benjamin. Seus hobbies, fora do esporte, são a natação, artesanato e filmes. Bross iniciou suas práticas na ginástica aos seis anos de idade, após seus pais a matricularem em uma aula. Por tomar gosto pela modalidade, a menina então decidiu treinar e não mais se afastar do desporto. Desde então, a jovem ginasta é um dos destaques da equipe nacional norte-americana.
Em 2003, aos dez anos de idade, Rebecca mudou-se para o Texas, para treinar no ginásio WOGA, sob os cuidados de Valeri Liukin e Natalya Marakova. No ano seguinte, em suas três primeiras competições estaduais, Rebecca manteve-se entre as quatro primeiras colocadas, sendo a medalhista de ouro no Metroplex Challenge e a medalhista de bronze no Presidental Classic.
Em 2005, Rebecca manteve-se no top cinco durante as quatro primeiras competições do ano. Entre seus melhores resultados, estão o primeiro lugar no WOGA Classic e a segunda posição no Campeonato Estadual. Após o término do JO Nationals, Bross e suas companheiras de equipe viajaram para até a academia de ginástica Krafft, em Tulsa, Oklahoma. Lá, a ginasta se classificou para o U.S Classics – que qualifica atletas para o Campeonato Nacional  - e como representante da equipe nacional júnior. Classificada para o Campeonato Nacional, de edição realizada em Indianápolis, Rebecca encerrou sua participação na 16º do concurso geral. Ao final do ano, Bross e suas companheiras, competiram na Copa Voronin, em Moscou na Rússia. Esta era sua primeira disputa internacional e a atleta chegou ao final dos eventos com a 12º colocação no individual geral e a medalha de prata nas barras assimétricas. No ano seguinte, no Campeonato Nacional, Rebecca melhorou sua colocação no concurso geral e encerrou a disputa em sexto lugar. Já no Campeonato da Aliança do Pacífico, em Honolulu, Bross foi à duas finais. Na primeira, do individual geral, terminou na quinta posição, e na segunda, da trave, terminou na quinta colocação. Na outra disputa internacional do ano, os Jogos Pan-Americanos Júnior, em Otawa, Canadá, Bross terminou na quinta posição no all around e com a medalha de ouro na prova do salto  e na prova por equipes.
Em 2007, Rebecca recuperou-se de uma lesão a tempo de participar do WOGA Classic, onde conquistou uma medalha de bronze nas barras assimétricas. Completamente recuperada, Bross participou do American Classic e conquistou a medalha de prata no concurso geral, além de uma vaga para participar dos Jogos Pan-americanos, no Rio de Janeiro, Brasil. Neste campeonato, a atleta conquistou uma medalha de prata no individual geral – superada por Shawn Johnson e seguida de sua companheira de equipe Ivana Hong -, uma medalha de ouro por equipes e uma nova medalha de ouro, no solo, ao superar a favorita Shawn Johnson.

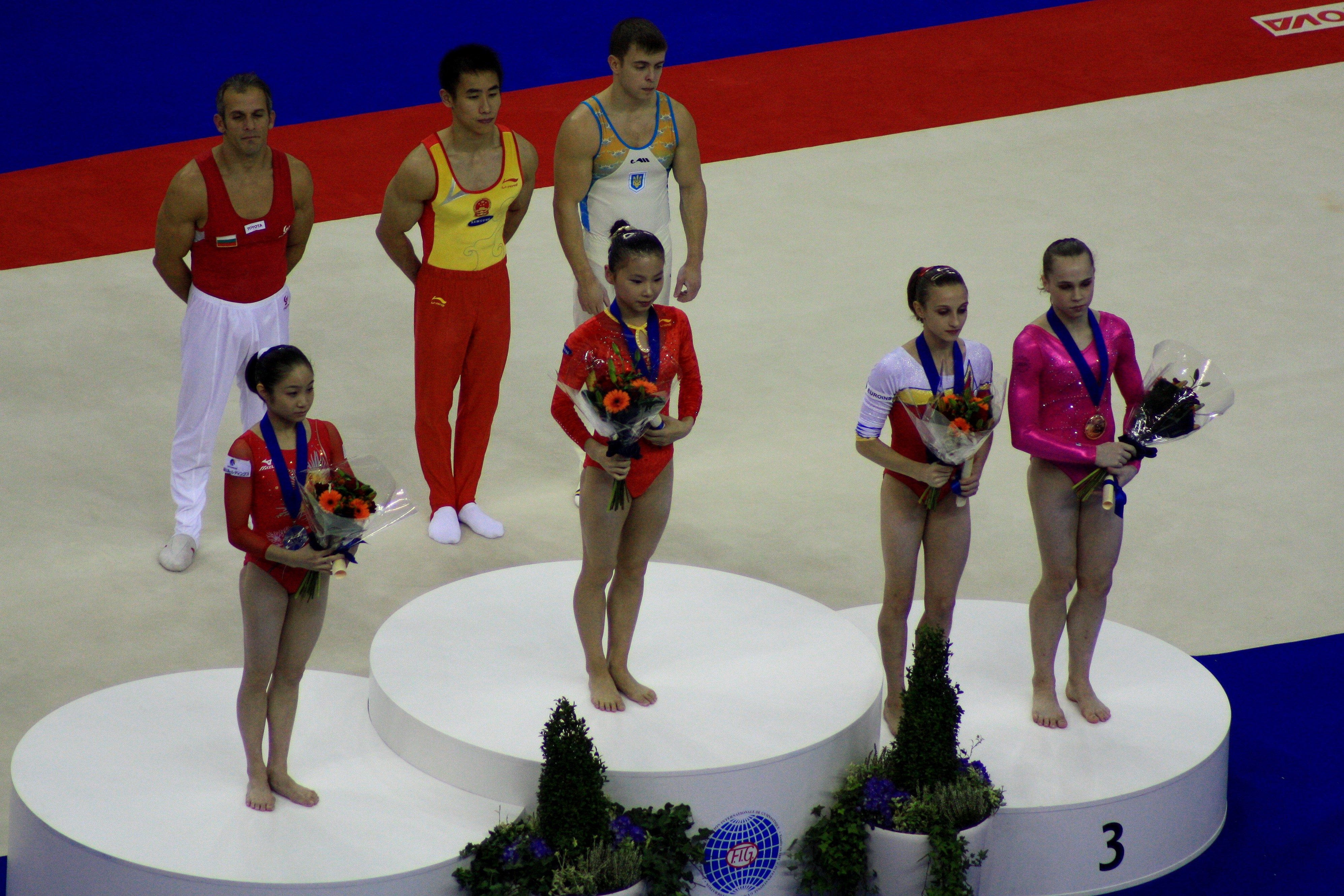
Rebecca, na terceira colocação do pódio das barras assimétricas, ao lado de Ana Porgras, no Mundial de Londres 2009

A ginasta iniciou-se nas competições de 2008, em fevereiro, no Woga Classic, aos quatorze anos. Apesar das quedas nas paralelas, trave e solo,[carece de fontes?] a jovem ginasta venceu a competição do individual geral, com o resultado final de 58,350. Em março, competiu pelo Grand Prix Citta de Jesolo, onde foi a segunda no concurso geral e primeira no salto e solo. No dia 29 deste mês, Rebecca competiu no Pacific Rim Gymnastics Championships, onde conquistou a medalha de ouro por equipes e no all around, com o resultado de 61,050. No dia seguinte, voltou a competir: No salto, nova medalha de ouro com a nota de 15,025. Nas paralelas, um movimento executado precipitadamente, a fez desligar-se do aparelho. Durante a queda, a ginasta bateu a cabeça na barra mais baixa e devido as dores, optou por não finalizar a prova. Em seguida, recuperada, entrou na disputa da trave e empatou no ouro com 16,025. Por fim, no solo, uma nova conquista de ouro, com a nota de 15,500. Ainda em 2008, uma fratura óssea no pé impediu Rebecca de participar do US Classic e do Campeonato Nacional Americano, além de bloquear sua entrada na categoria sênior estadunidense: Em abril, durante um treino na trave, praticando doente, caiu e quebrou o membro inferior. Posteriormente, a ginasta necessitou de uma cirurgia em sua perna boa, no joelho.
No ano seguinte, recuperada em tempo, participou de seu primeiro evento em nível mundial como integrante da seleção sênior norte-americana: o Campeonato Mundial de Londres. Nele, ao lado da companheira Bridget Sloan, qualificou-se para a final do individual geral, no qual terminou com medalha de prata, após falha em sua última acrobacia no solo, aparelho que encerrava as rotações. Nos aparatos, disputou a final das assimétricas, novamente ao lado de Sloan. Empatada com a romena Ana Porgras, Bross subiu ao pódio como medalhista de bronze. Na última final para a qual obteve classificação, terminou em quarto no solo. Em 2010, no U.S Cover Girl Classic, disputado em Chicago, foi competidora em dois aparelhos e encerrou medalhista de ouro nas paralelas assimétricas, após pontuar 15,450. Em agosto, no Campeonato Visa, disputado em Hartford, conquistou a medalha de ouro no individual geral, nas barras assimétricas e na trave de equilíbrio, além de ser medalhista de prata nos exercícios de solo, superada pela companheira de seleção, Mattie Larson.
Após uma lesão no Mundial, ela anunciou afastamento para recuperação, mas a notícia de sua aposentadoria se tornou oficial em julho de 2012.

## Principais resultados
| Ano  | Evento                                     | AA                | Equipe           | Salto sobre o cavalo | Trave            | Barras assimétricas | Solo             |
| ---- | ------------------------------------------ | ----------------- | ---------------- | -------------------- | ---------------- | ------------------- | ---------------- |
| 2005 | U.S Classic (júnior)                       |                   |                  | 4º                   |                  |                     |                  |
| 2006 | Campeonato Visa (júnior)                   | 4º                |                  |                      | Medalha de prata |                     |                  |
| 2006 | Pan-Americano Júnior                       |                   | Medalha de ouro  | Medalha de ouro      |                  |                     |                  |
| 2006 | Campeonato da Aliança do Pacífico (júnior) | 4º                |                  |                      | Medalha de ouro  |                     |                  |
| 2007 | Campeonato Visa (júnior)                   | Medalha de ouro   |                  | Medalha de ouro      | Medalha de prata | Medalha de ouro     | Medalha de ouro  |
| 2007 | Jogos Pan-Americanos                       | Medalha de prata  | Medalha de ouro  |                      |                  |                     | Medalha de ouro  |
| 2008 | Pacific Rim Championships                  | Medalha de ouro   | Medalha de ouro  | Medalha de ouro      | Medalha de ouro  |                     | Medalha de ouro  |
| 2009 | Campeonato Mundial de Ginástica Artística  | Medalha de prata  |                  |                      |                  | Medalha de bronze   | 5º               |
| 2010 | Copa América                               | Medalha de ouro   |                  |                      |                  |                     |                  |
| 2010 | Campeonato da Aliança do Pacífico          | Medalha de ouro   |                  |                      |                  |                     |                  |
| 2010 | U.S Classic                                |                   |                  |                      | 6º               | Medalha de ouro     |                  |
| 2010 | Campeonato Visa                            | Medalha de ouro   |                  |                      | Medalha de ouro  | Medalha de ouro     | Medalha de prata |
| 2010 | Campeonato Mundial de Ginástica Artística  | Medalha de bronze | Medalha de prata |                      | Medalha de prata | Medalha de bronze   |                  |